# ألينا كاشلينسكايا
ألينا كاشلينسكايا هي لاعبة شطرنج روسية ولدت في 28 أكتوبر 1993.

## روابط خارجية
- ألينا كاشلينسكايا على موقع الاتحاد الدولي للشطرنج (الإنجليزية)
- ألينا كاشلينسكايا على موقع مباريات الشطرنج (الإنجليزية)
- ألينا كاشلينسكايا على موقع 365Chess.com (الإنجليزية)
- ألينا كاشلينسكايا على موقع Chesstempo.com (الإنجليزية)
- ألينا كاشلينسكايا سجل أولمبياد الشطرنج للسيدات على موقع OlimpBase.org (الإنجليزية)